# Lotteria

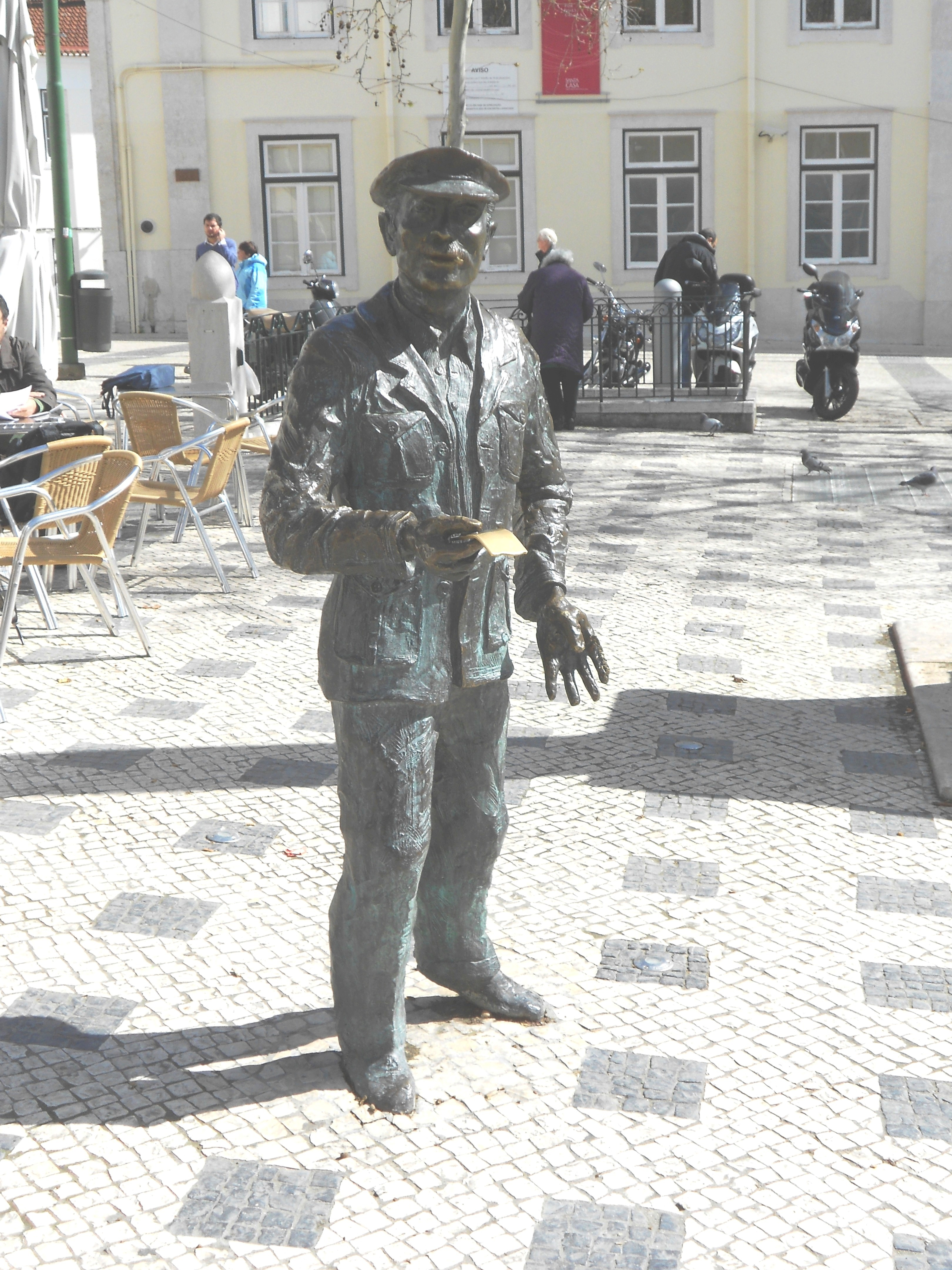
Il venditore di biglietti di lotteria, statua nel centro di Lisbona.

Una lotteria è una popolare forma di gioco d'azzardo basata sull'estrazione di numeri, con premi in denaro. Alcuni paesi proibiscono le lotterie, mentre altri le adottano e le regolano anche a livello nazionale e sovranazionale.
Il premio al vincitore (o ai vincitori) può essere in denaro o in beni di vario tipo. Un premio si definisce teoricamente "equo" se è pari al rapporto fra il prezzo del biglietto e la probabilità di vincere (ossia uno sul totale di biglietti emessi): questa condizione non viene mai raggiunta nella realtà, dal momento che l'organizzazione stessa della lotteria ha un costo, e chi la organizza intende ricavarne un guadagno.
Il premio può essere una percentuale prefissata di quanto si raccoglie. Il caso popolare di ciò può essere il "50-50", ove l'organizzatore promette che il premio sarà il 50% del ricavato. Il premio deve essere unico qualora sia univoco anche il numero dei biglietti. Alcune recenti lotterie permettono agli scommettitori di scegliere i numeri dei propri biglietti, così da avere la possibilità di più vincitori (o anche nessun vincitore).

## Storia
I primi segni di lotterie risalgono alla Dinastia Han in Cina tra 205 e 187 a.C., dove queste erano usate probabilmente per finanziare grandi opere.
Il 9 gennaio 1449 si tenne in piazza Sant'Ambrogio a Milano quella che si presume essere la prima lotteria della storia italiana, svoltasi col fine di aiutare le esangui casse della Aurea Repubblica Ambrosiana, allora in guerra contro Venezia. L'inventore del gioco fu Cristoforo Taverna, un banchiere milanese. Tuttavia la prima con vendita di biglietti e premi in denaro si tenne a Bruges il 24 febbraio 1466 e fu organizzata dalla vedova del pittore fiammingo Jan van Eyck, a favore dei poveri.
Verso il 1520 il re di Francia, Francesco I, legalizzò ufficialmente con un editto le lotterie, autorizzando la loro organizzazione in cinque "ruote" (nome con il quale venivano denominate le urne contenenti i biglietti da estrarre) nelle città di Parigi, Lione, Strasburgo, Bordeaux e Lilla.

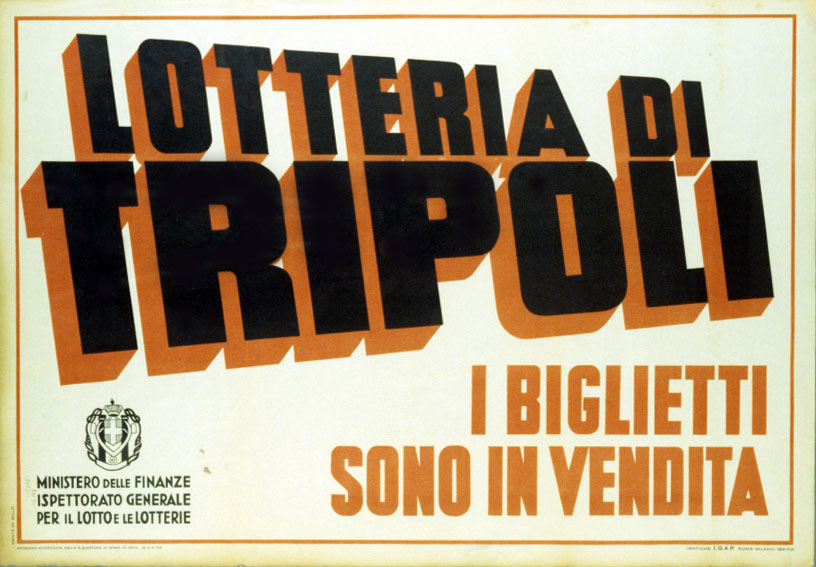
Il manifesto della lotteria di Tripoli 1940

Nel 1566 le lotterie "sbarcarono" in Inghilterra e nel 1567 e vennero autorizzate dalla regina Elisabetta I, che nel 1567 diede il via ad una lotteria allo scopo di raccogliere fondi per la riparazione di cinque porti inglesi. Organizzate inizialmente a scopi benefici o di pubblica utilità, divennero presto fonte di lucro e iniziarono i sospetti che si trattasse di operazioni truffaldine. Dalle lotterie nacque quello che poi prese il nome di gioco del Lotto.
Le estrazioni dei vincenti avvengono per mezzo di macchine da lotteria che possono essere sia meccaniche che elettroniche.

## Lotterie nel mondo

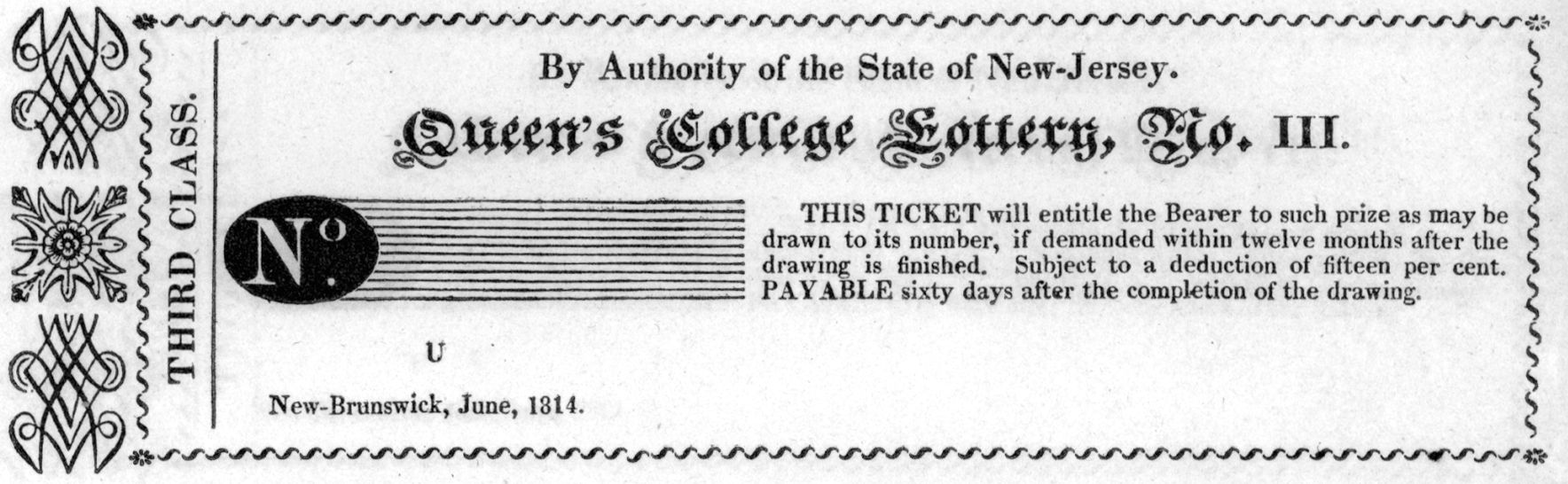
Biglietto della lotteria - Queen's College Lottery, New-Brunswick, New Jersey, USA, 1814

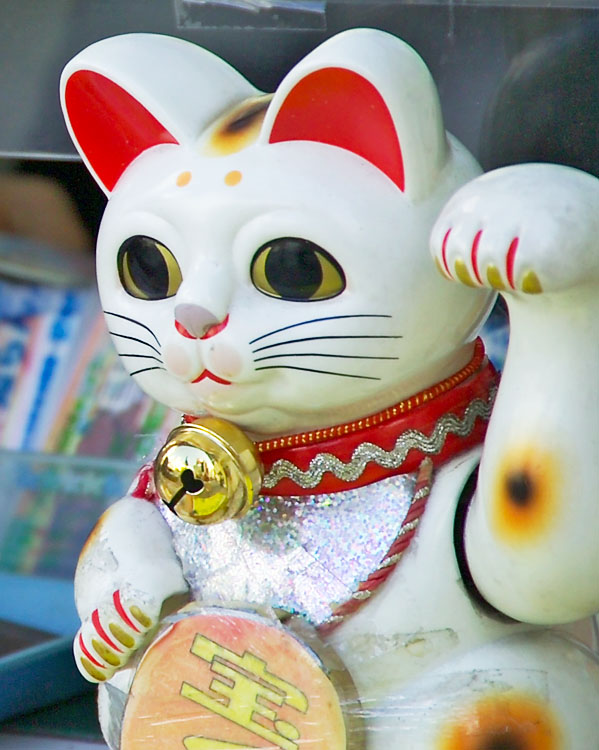
Maneki neko, portafortuna a Tokyo

### Africa
- Kenya: Toto 6/49, Kenya Charity Sweepstakes
- Sudafrica: South African National Lottery

### Americhe
- Argentina: Quiniela, Loto
- Barbados: Barbados Lottery
- Brasile: Mega-Sena
- Canada: Lotto 6/49, Lotto Super 7
- Costa Rica: Lotería Nacional, Chances Lotería Popular, Lotería Tiempos, Lotería Instantanea
- Cile: Polla Chilena de Beneficencia S.A.
- Ecuador: Lotería Nacional
- Messico: Lotería Nacional para la Asistencia Pública, Pronósticos para la Asistencia Pública
- Panama: Lotería Nacional de Beneficencia de Panama[5] , Lotto e Pega3[6] .
- Porto Rico: Lotería Tradicional, Lotería Electrónica
- Repubblica Dominicana: Lotería Electrónica Internacional Dominicana S.A.
- Stati Uniti d'America: Mega Millions, Powerball, Lucky for Life, Lotto America, Cash4Life

### Asia
- Corea del Sud: Lotto
- Filippine: Philippine Lotto Draw
- Giappone: Takarakuji
- Hong Kong: Mark Six
- Israele: Lotto
- Libano: La Libanaise des Jeux
- Malaysia: Sports Toto Malaysia, Magnum Corporation, Pan Malaysian Pools
- Singapore: Toto, 4-Digits
- Sri Lanka: National Lottery, Development Lottery
- Taiwan: Taiwan Lottery
- Thailandia: Salak gin bang ratthabarn.
- Vietnam: Xổ số kiến thiết

### Europa
- Pan-europea: EuroMillions (giocata solo in Austria, Belgio, Francia, Irlanda, Lussemburgo, Portogallo, Regno Unito, Spagna e Svizzera)
- Pan-europea: Eurojackpot (giocata solo in Danimarca, Estonia, Finlandia, Germania, Italia, Paesi Bassi, Spagna, Ungheria, Repubblica Ceca, Polonia, Islanda, Lettonia, Lituania, Norvegia, Slovacchia, Croazia, Svezia e Slovenia)
- Paesi nordici: Viking Lotto
- Austria: Lotto 6 aus 45, "Euro Millions" e Zahlenlotto
- Belgio: Loterie Nationale o Nationale Loterij
- Bulgaria: TOTO 2 - 6/49, TOTO 2 - 6/42, TOTO 2 - 5/35 e TOTO 2 - 5/50 + 1/12
- Croazia: Loto 7(7/35), Loto 6(6/45) e Joker
- Danimarca: Lotto(7/36), Klasselotteriet
- Finlandia: Lotto(7/40)
- Francia: La Française des Jeux (Loto, Super Loto)
- Germania: Lotto 6 aus 49, Spiel 77, e Super 6
- Grecia: Lotto 6/49, Joker 5/45 + 1/20
- Islanda: Lottó 5/40
- Irlanda: The National Lottery, An Chrannchur Náisiúnta
- Italia: Lotto, Superenalotto, Lotteria Italia, Win for Life, Eurojackpot, SiVinceTutto
- Lettonia: Latloto 5/35, SuperBingo, Keno, Joker e Joker 7
- Macedonia del Nord: Loto 7
- Malta: Super 5, Lotto e Superstar
- Montenegro: Lutrija Crne Gore
- Paesi Bassi: Staatsloterij
- Norvegia: Lotto(7/34)
- Polonia: Lotto(6/49), Mini Lotto(5/42), Ekstra Pensja(5/35 + 1/4), Kaskada(12/24)
- Portogallo: Lotaria Clássica, Lotaria Popular e Totoloto
- Regno Unito: The National Lottery (Lotto(6/59), Thunderball(5/39 + 1/14), Set for Life(5/47 + 1/10))
- Repubblica Ceca: Sazka (Sportka(6/49), Euromiliony(7/35 + 1/5))
- Romania: Loteria Română (6/49, 5/40, Joker)
- Serbia: Državna Lutrija Srbije
- Slovacchia: Loto, Loto 5 z 35, Joker e Eurómiliony
- Slovenia: Loto(7/39)
- Spagna: Loterías y Apuestas del Estado, ONCE
- Svizzera: Swiss Lotto
- Turchia: Sayisal Loto(6/90), Süper Loto(6/60), Şans Topu(5/34 + 1/14) e On numara
- Ungheria: Lottó(5/90, 6/45, 7/35), Joker, Luxor e Kenó

### Oceania
- Australia: Australian Lottery Games, Powerball
- Nuova Zelanda: Lotto, Big Wednesday e Keno

## Vincite di rilievo
| Premio                             | Lotteria              | Paese                      | Vincitore                                                                          | Data              | Note                                                                                   |
| ---------------------------------- | --------------------- | -------------------------- | ---------------------------------------------------------------------------------- | ----------------- | -------------------------------------------------------------------------------------- |
| $425.300.000                       | Powerball             | Stati Uniti                | B. Raymond Buxton (Biglietto acquistato a Milpitas, CA)                            | 19 febbraio 2014  | Vincitore unico                                                                        |
| €371.000.000                       | Superenalotto         | Italia                     | Novanta Biglietti comprati in tutta Italia                                         | 16 febbraio 2023  | Premio più alto mai vinto in Italia                                                    |
| $390.000.000 (circa 266.005.148 €) | Mega Millions         | Stati Uniti                | Due vincitori (un biglietto comprato nel New Jersey e l'altro in Georgia)          | 6 marzo 2007      | Maggior premio vinto al mondo                                                          |
| $380.000.000 (circa 285.15.3500 €) | Mega Millions         | Stati Uniti                | Due vincitori (un biglietto comprato nello Stato di Washington e l'altro in Idaho) | 4 gennaio 2011    | Secondo premio più grande vinto al mondo                                               |
| $365.000.000 (circa 248.953.536 €) | Powerball             | Stati Uniti                | Biglietto comprato da 8 colleghi ad un macello del Nebraska                        | 18 febbraio 2006  | Maggior premio vinto al mondo con un singolo biglietto                                 |
| $363.000.000 (circa 247.541.059 €) | The Big Game          | Stati Uniti                | Due biglietti vincenti: Larry e Nancy Ross (Michigan), Joe e Sue Kainz (Illinois)  | 9 maggio 2000     | Il gioco ora si chiama Mega Millions                                                   |
| 209.106.441,54 €                   | SuperEnalotto         | Italia                     | Premio vinto a Lodi                                                                | 13 agosto 2019    | Maggior premio vinto in Italia e Maggior premio vinto da una singola persona in Italia |
| £161.653.000 (circa 185.000.000 €) | EuroMillions          | Regno Unito                | Singolo biglietto                                                                  | 12 luglio 2011    | Maggior vincita europea                                                                |
| 183.573.078 €                      | EuroMillions          | Francia (2) Portogallo (1) | Tre biglietti vincenti                                                             | 3 febbraio 2006   |                                                                                        |
| 162.256.622 €                      | EuroMillions          | Francia                    | Singolo biglietto                                                                  | 13 settembre 2011 | Maggior premio vinto da una singola persona in Francia                                 |
| 126.231.764 €                      | EuroMillions          | Spagna                     | Un'anonima donna di 25 anni                                                        | 8 maggio 2009     | Maggior premio vinto da una singola persona in Spagna                                  |
| 115.436.126 €                      | EuroMillions          | Irlanda                    | Una madre con 6 bambini                                                            | 29 luglio 2005    | Maggior premio vinto da una singola persona in Irlanda                                 |
| ¥565.000.000 (circa 61.000.000 €)  | National Lottery      | Cina                       | Singolo biglietto                                                                  | 27 agosto 2011    | Maggiore vincita asiatica                                                              |
| £42.000.000 (circa 45.687.277 €)   | National Lottery      | Regno Unito                | Tre vincitori                                                                      | 6 gennaio 1996    | Maggior vincita nel Regno Unito (escluso EuroMillions)                                 |
| 37.600.000 €                       | Lotteria Nazionale    | Germania                   | Un infermiere della Renania Settentrionale-Vestfalia                               | 7 ottobre 2006    | Maggior vincita in Germania                                                            |
| 25.000.000 €                       | Staatsloterij         | Paesi Bassi                | Un biglietto venduto a L'Aia                                                       | 10 luglio 2008    | Vincita esente da tasse                                                                |
| 16.200.000 €                       | National Lottery      | Irlanda                    | Paul ed Helen Cunningham                                                           | 28 luglio 2007    | Maggior vincita in Irlanda (escluso EuroMillions)                                      |
| ₱347.800.000 (circa 5.081.815 €)   | Philippine Lotto Draw | Filippine                  | Due vincitori di Luzon                                                             | 22 febbraio 2009  | Maggiore vincita in Filippine                                                          |

Fonti:
http://www.usamega.com/archive-052000.htm
http://www.timesonline.co.uk/tol/news/world/europe/article6274441.ece Archiviato il 17 maggio 2009 in Internet Archive.
http://news.bbc.co.uk/1/hi/world/europe/4746057.stm
http://news.bbc.co.uk/1/hi/uk/4676172.stm
http://news.bbc.co.uk/1/hi/world/americas/4740982.stm

https://web.archive.org/web/20060406205802/http://www.sisal.it/se/se_main/1%2C4136%2Cse_Record_Default%2C00.html%3Cbr />
http://www.gelderlander.nl/algemeen/dgbinnenland/3405786/Jackpot-van-25-miljoen-valt-in-regio-Den-Haag.ece

## L'analisi di Adam Smith
Nella Ricchezza delle nazioni, Smith dedica un paragrafo ad una discussione delle lotterie, nel capitolo "Dei salari e dei profitti nei diversi impieghi del lavoro e dei fondi" (libro I, capitolo X).
(Adam Smith, La ricchezza delle nazioni)
Una maggiore equità potrebbe derivare da un prezzo più basso di alcuni ordini di grandezza, oppure da un frazionamento del premio in tanti premi più piccoli in modo da aumentare la probabilità di una vincita importante.
Anche le persone più equilibrate difficilmente considerano una follia pagare una piccola somma in cambio della possibilità di guadagnare dieci o ventimila sterline, perché non sanno che quella somma, pur piccola, è superiore del venti o trenta per cento al valore della probabilità che rappresenta.»
(Adam Smith, La ricchezza delle nazioni)
L'acquirente dei biglietti scontati nel primo caso otterrebbe un risparmio relativo (ossia rispetto al precedente prezzo del biglietto) anche consistente, che però sarebbe ancora un'uscita marginale rispetto al suo reddito. L'indifferenza del consumatore a un prezzo più basso è un'applicazione di un principio più volte usato da Smith, quello della marginalità dei costi e ricavi, per il quale il comportamento dà rilievo all'importo assoluto di entrate e uscite, ma all'incremento percentuale di costi e/o ricavi.
Nel secondo caso, si può pensare che il consumatore avverso al rischio, preferisca rischiare piccole somme per un premio anche medio (che non è 1000 e più volte la somma scommessa) con una bassissima probabilità di vincere, piuttosto che rischiare un'alta percentuale del suo reddito con una probabilità di vincere prossima al 50%. Da quanto detto, la domanda di biglietti sembra poco elastica rispetto alla probabilità di vincere, mentre lo è molto di più rispetto al premio della lotteria.
(Adam Smith, La ricchezza delle nazioni)
Aumentando le cifre del numero di serie o i possibili valori di ogni cifra non vengono registrate variazioni nella vendita di biglietti, segno di scarsa reattività del consumatore alla probabilità di vincere.
Il fatto che un frazionamento dei premi riduca le vendite, difficilmente è interpretabile come una reazione negativa del consumatore davanti a una maggiore probabilità di vincere, se il consumatore (com'è descritto anche da Smith) massimizza il suo benessere (diremmo la sua utilità); tale fatto è interpretabile come una forte sensibilità delle persone al premio, piuttosto che alla probabilità.
Premio e probabilità sembrano indipendenti e hanno impatti molto diversi sulla domanda di biglietti. Potendoli studiare separatamente, il giusto prezzo del biglietto può determinarsi come detto in precedenza, tenendo il premio costante. L'indifferenza alla probabilità di vincere spiega il divario fra giusto prezzo e prezzo reale (dal 20 al 40% secondo Smith).
(Adam Smith, La ricchezza delle nazioni)
Non solo la valutazione è soggettiva, ma la probabilità non è stimata in modo prudenziale (non viene sovrastimata la perdita e sottostimato il guadagno).
Non è chiaro che il rischio si può misurare e quantificare e che una probabilità di vincere oggettiva, uguale per tutti, permette di definire un prezzo equo di tutti i biglietti. Essendo la probabilità percepita come un dato soggettivo, o non essendo chiara, non si conoscono nemmeno i comportamenti di acquisto che chiunque può tenere per massimizzare la probabilità di vincita.
(Adam Smith, La ricchezza delle nazioni)

## La lotteria in letteratura e cinema
- Allo stremo delle forze è il racconto di Joseph Conrad, il cui protagonista, George Massy, con il ricavato di una cospicua vincita ad una lotteria, ha acquistato un bastimento, il Sofala. Tuttavia, ossessionato dall'idea di ripetere il colpo fortunato, per anni continua ad acquistare biglietti di lotterie, senza per altro riuscire nuovamente a vincere, e rovina così le proprie finanze.[7]
- La riffa, uno dei quattro episodi del film di Boccaccio '70, diretto da Vittorio De Sica, ha per oggetto una lotteria il cui premio è una notte con l'avvenente titolare di un baraccone del tiro a segno, Zoe, interpretata da Sophia Loren.
- La riffa, film del 1991 di Francesco Laudadio (regista e sceneggiatore), dove un'avvenente vedova, interpretata da Monica Bellucci, fortemente indebitata e con una figlia a carico, offre come premio di una lotteria molto riservata (20 partecipanti, prezzo del biglietto, 100 milioni di lire) il diritto di convivere con lei, more uxorio, per quattro anni.